# 别都鲁丁
别都鲁丁（?—?），元朝大臣，译名又作别鲁丁、别都儿丁，花剌子模人，平章政事阿合马的侄子，元世祖时中书左丞。
元世祖至元二年（1265年），担任工部尚书。至元十四年（1277年），由吏部尚书转任中书省参知政事。至元十五年（1278年），因为崔斌弹劾阿合马利用权势，擅自任用亲戚子弟为要职，于是罢免别都鲁丁。不久起复为行省参知政事。至元十六年（1279年），担任河南等路宣慰使，后来升任中书省左丞。